# 湯井飛鳥
湯井 飛鳥（ゆい あすか、1999年3月22日 - ）は、日本のプロ野球選手。出身地は大阪府。

## 経歴
2014年に岡山県創志学園高等学校へ進学し硬式野球部に入部。
2015年10月の秋季岡山県大会で創志学園高等学校は3位となり、中国地区大会に出場して優勝した、中国地区代表として参加した第46回明治神宮野球大会では初戦で敦賀気比高校に敗れた。この試合で湯井は2番二塁手として先発出場している。
創志学園高等学校は、2016年3月に行われた第88回選抜高等学校野球大会に出場。初戦の東海大学付属甲府高等学校で創志学園高等学校として甲子園初勝利を挙げたが、2回戦にて同大会で準優勝校となった香川県立高松商業高等学校に敗れた。湯井は東海大学付属甲府高等学校戦に2番セカンドで先発出場し、3打数2安打1打点であった。
2016年の第98回全国高等学校野球選手権大会岡山大会で、創志学園高等学校は決勝戦で9回に逆転して勝利し、同校初の夏の甲子園出場を決めた。この大会で湯井はセカンドで4番を任されており、打率.440の記録を残している。
本大会で創志学園高等学校は初戦となる2回戦で盛岡大学附属高等学校と対戦、8対11で敗退した。この試合に湯井は、2番セカンドで先発出場している。
2017年に大阪工業大学に入学し、硬式野球部に所属した。しかし同校を中退し、2018年シーズンからベースボール・チャレンジ・リーグ（ルートインBCリーグ）の滋賀ユナイテッドベースボールクラブに所属した。
2019年6月にリーグの選抜チームメンバー20人の中に選ばれた。9月に実施されたリーグ選抜チームとNPBファームの試合でも、オリックス・バファローズとの試合メンバーに選ばれている。
同年のシーズン終了後の11月20日、群馬ダイヤモンドペガサスへの移籍が発表された。
群馬では2020年の1シーズンプレーし、シーズン終了後の2021年1月29日に群馬を退団（引退）することが発表された。しかし同年シーズン終了後の11月26日に、福島レッドホープスで現役復帰することが発表された。2022年シーズン終了後の9月29日、福島からの退団（自由契約）が発表された。

## 詳細情報

### 年度別打撃成績
| 年 度     | 球 団     | 試 合 | 打 数 | 得 点 | 安 打 | 二 塁 打 | 三 塁 打 | 本 塁 打 | 打 点 | 三 振 | 四 球 | 死 球 | 犠 打 | 犠 飛 | 盗 塁 | 併 殺 打 | 打 率 | 出 塁 率 | 長 打 率 | O P S |
| --------- | --------- | ----- | ----- | ----- | ----- | -------- | -------- | -------- | ----- | ----- | ----- | ----- | ----- | ----- | ----- | -------- | ----- | -------- | -------- | ----- |
| 2018      | 滋賀      | 55    | 232   | 30    | 62    | 8        | 4        | 0        | 20    | 42    | 13    | 2     | 9     | 3     | 6     | 4        | .267  | .308     | .336     | .644  |
| 2019      | 滋賀      | 70    | 261   | 27    | 74    | 2        | 3        | 0        | 21    | 45    | 16    | 1     | 6     | 1     | 6     | 3        | .284  | .326     | .314     | .640  |
| 2020      | 群馬      | 58    | 145   | 15    | 36    | 4        | 0        | 0        | 10    | 28    | 9     | 0     | 4     | 0     | 10    | 3        | .248  | .300     | .271     | .571  |
| 2022      | 福島      | 57    | 207   | 19    | 51    | 1        | 2        | 0        | 12    | 42    | 14    | 2     | 4     | 0     | 15    | 3        | .246  | .292     | .276     | .568  |
| 通算：4年 | 通算：4年 | 240   | 845   | 91    | 223   | 15       | 9        | 0        | 63    | 157   | 52    | 4     | 23    | 4     | 37    | 13       | .264  | .308     | .303     | .611  |

### 背番号
- 0 （2018年）
- 6 （2019年 - 2020年、2022年）